# Imma aristogiton
Imma aristogiton is een vlinder uit de familie van de Immidae. De wetenschappelijke naam van de soort is voor het eerst geldig gepubliceerd in 1955 door Alexey Diakonoff.